# Angelika Hanauerová
Angelika Hanauerová (3. října 1943, Praha – 23. září 2019) byla česká dokumentaristka, spisovatelka dětské beletrie a signatářka Charty 77. Narodila se do prominentní rodiny architekta Karla Hanauera. Pracovala jako pomocná dělnice a klapka ve Filmovém studiu Barrandov. Studovala na FAMU, katedra hrané režie (absolvovala v roce 1968). Kvůli jejímu politickému postoji ji nebylo umožněno natáčet – k filmu se vrátila až po Sametové revoluci v roce 1990.

## Život
Narodila se 3. října 1943 v Praze do rodiny funkcionalistického architekta Karla Hanauera, její matka se jmenovala Jožka (rozená Kvašnovská), vystudovaná matematička, fyzička a právnička. Po roce 1948 byla většina majetku Hanauerových znárodněna a rodina se octla v pozici tzv. nepřátel společnosti.
Angelika Hanauerová po maturitě nemohla z kádrových důvodů pokračovat na vysokou školu, navíc bylo potřeba aby zajistila obživu pro své stárnoucí rodiče (starší bratr Karel Hanauer byl na vojně). Začala se tedy ve věku 17 let živit jako pomocná dělnice na stavbě. Fyzicky náročná práce se pro ni nehodila, rozhodla se zkusit složit zkoušky na náhodnou prestižní školu v Praze. Vybrala si FAMU, obor hrané režie. Na první pokus se sice nedostala, ale umístila se se svými výsledky vysoko. Druhý pokus v následujícím roce 1962 se ji podařil a začala tak studovat na katedře režie pod vedením Otakara Vávry. Absolvovala v listopadu 1968. Během studia byla dvakrát v zahraničí na stáži: v Anglii a ve Švédsku.
Od roku 1971 natáčela dokumenty pro Krátký film a také Československý armádní film. Později pak pracovala v Bratislavě pro Československou televizi, kde natáčela dětské pořady a pohádky. V letech 1973–1982 se živila na volné noze psaním pro děti v nakladatelství Panorama. V normalizačních letech se pohybovala v pražském undergroundovém prostředí, to jí ale po čase začalo svou nevázanou atmosférou vyhovovat. Chtěla emigrovat do USA, provdala se za Američana Charlese Rommela a odjela s ním do Ameriky. Manželství se brzy rozpadlo a ona se vrátila do Československa za svou ovdovělou matkou.
Po návratu z USA v sedmdesátých letech začala navštěvovat bytové semináře Jana Patočky a nadále se pohybovala v protirežimních kruzích undergroundu a věřících křesťanů z podzemní církve. V únoru 1977 připojila svůj podpis pod Chartu 77.
V roce 1982 se o ní v rámci tzv. akce Asanace začala zajímat Státní bezpečnost. Nabídla jí nabídla vystěhovalecký pas do USA výměnou za podávání zpráv a informací z československého amerického exilu. Hanauerová nabídku odmítla, přišla tím o spisovatelskou práci. Do roku 1990 se střídavě živila jako pomocná ošetřovatelka, roznašečka novin, a nakonec na pozici pomocné pečovatelky v mateřské škole pro nedoslýchavé děti.
Po Sametové revoluci se v roce 1990 vrátila k filmové profesi, konkrétně k natáčení dokumentů z prostředí disentu a podzemní římskokatolické církve. Zemřela 23. září 2019.

## Dílo

### Film
Po roce 1990 natočila pro Českou televizi řadu dokumentů z prostředí disentu: Filosof, který splnil svou úlohu, Jan Patočka (1990), Charta 77 (1996) a také z prostředí režimem potírané římskokatolické církve: Stát proti víře (1991), Josef Kardinál Beran (1992), Vzpoura pastýřů (1993), Irská cesta (2001), Pouť na konec světa (2001). V České televizi působila také jako dramaturgyně duchovního vysílání.

### Filmografie (výběr)
- 1967 Dostal jsem nápad udělat kočku (absolventský film)
- 1969 Potomci
- 1990 Filosof, který splnil svou úlohu, Jan Patočka
- 1991 Stát proti víře
- 1992 Josef Kardinál Beran
- 1995 Lapidárium (seriál)
- 1996 Charta 77
- 2001 Pouť na konec světa
- 2002 Ecce homo kardinál
- 2006 Odkaz svatého Václava
- 2011 Jsem služebnice Boží[3]

### Literární tvorba
Od roku 1973 psala pohádky pro děti v nakladatelství Panorama, připívala i náměty na doprovodné komiksy do časopisu Čtyřlístek. Během normalizace také překládala samizdatovou undergroundovou a teologickou literaturu.

### Dětská literatura
- 1977 O kašpárkovi
- 1977 Kouzelné bačkůrky
- 1975 O kohoutkovi a slepičce
- 1979 Bitva u Blaťáku (komiks)
- 1980 Za čest krále (komiks)
- 1981 Past na medvěda (komiks)
- 1981 Muž z lahve (komiks)[2]